# Саусь, Владислав Владимирович
Владисла́в Влади́мирович Сау́сь (род. 6 августа 2003) — российский футболист, полузащитник «Балтики».

## Биография
Воспитанник УОР № 5 (Егорьевск). В 2021 году перешёл в молодёжную команду «Зенита».
В 2020—2021 годах играл в ЮФЛ, М-Лиге и Юношеской лиге УЕФА, с сезона 2021/22 также за «Зенит-2» во втором дивизионе.
В чемпионате России дебютировал 3 июня 2023 года в домашнем матче против  «Факела» (1:0).
22 июня 2024 года перешёл в «Балтику», заключив контракт до конца мая 2029 года.

## Достижения
«Зенит»
- Чемпион России: 2022/23

«Балтика»
- Чемпион Первой лиги: 2024/25